# Jorne Spileers
Jorne Spileers (* 21. Januar 2005) ist ein belgischer Fußballspieler, der beim FC Brügge in der belgischen Division 1A spielt.

## Karriere
Spileers begann seine Karriere bei FC Brügge. Am 1. Oktober 2022 gab Spileers im Heimspiel gegen den KV Mechelen sein Ligadebüt. Im August 2023 verlängerte Spileers seine Vertragslaufzeit in Brügge vorzeitig bis Mitte 2026.

### Nationalmannschaft
Im November 2023 wurde Jorne Spileers von Bundestrainer Domenico Tedesco erstmals in den Kader der belgischen Nationalmannschaft berufen.

## Erfolge
- Belgischer Pokalsieger: 2024/25